# Castel Tordilupo
Castel Tordilupo (in tedesco Burg Wolfsthurn) è un maniero medievale che si trova nel paese di Andriano in Alto Adige.
Il castello risale al XIII secolo quando era composto solamente da una torre circondata da una cinta muraria. Inizialmente di proprietà dei signori di Andriano passò nel 1430 ai Wölfe von Mareit (Lupi di Mareta) da cui prese il nome.
Nel XVI secolo il castello fu ristrutturato e ampliato con l'aggiunta di altri edifici. In seguito cadde in rovina ma nel 1850 fu di nuovo ristrutturato e reso abitabile.
L'attuale proprietario è il barone von Kripp che, dopo alcuni lavori di sistemazione nel 1997, lo ha destinato ad agriturismo e azienda agricola biologica.
Non è normalmente visitabile.